# Tomás das Quingostas
Tomás Joaquim Codeço (Quingostas, São Paio, Melgaço, 15 de Agosto de 1808 – Ponte da Alota, São Paio, Melgaço, 30 de Janeiro de 1839), mais conhecido como Tomás das Quingostas ou Xan das Congostras, foi um salteador, pistoleiro, líder de quadrilha e fora-da-lei português do século XIX. Considerado uma personagem lendária de Melgaço, amada por uns e odiada por outros, até há poucas décadas a sua existência não era confirmada, sendo hoje em dia finalmente comprovada através de várias referências documentais encontradas no Norte de Portugal e na Galiza.

## Biografia
Nascido a 15 de agosto de 1808, no lugar das Quingostas (antigo nome dado às ruas estreitas e longas), freguesia de São Paio, concelho de Melgaço, Tomás Joaquim Codeço era o quinto filho de José Codesso e Maria Teresa de Castro, proprietários de uma casa de lavoura relativamente abastada. Foi batizado, dois dias depois do seu nascimento, sob o nome de Tomás de Aquino, contudo nunca utilizou esse nome, alterando-o mais tarde para Tomás Joaquim. Ficaria conhecido na história da localidade como Tomás das Quingostas ou ainda o «Leão das Montanhas».
Na década de vinte do século XIX, sendo partidário de D. Miguel, participou em alguns combates das Guerras Liberais, contudo, devido a vários delitos e pequenos roubos, foi detido na cadeia da Relação do Porto, até à entrada das tropas comandadas por D. Pedro naquela cidade. Aproveitando-se do facto, escapou da prisão e regressou à região de Melgaço, onde começou a perpetrar uma série de crimes violentos com a sua quadrilha e o seu principal parceiro de crime Luís José Caldas, até à data da sua morte por fuzilamento. Atacando ora as povoações portuguesas, ora as galegas, muito rapidamente se tornou uma lenda, atraindo também a atenção dos soldados enviados pela Coroa Portuguesa e Espanhola para o prender. Ficou também conhecido por escapar, em diversas ocasiões, à sua captura, devido ao facto de conhecer o território como poucos e ter a ajuda da população, sendo muitas vezes apontados os lugares de Sande e Pena de Anamão como os seus refúgios de eleição.
Em 1834, evadiu-se das cadeias de Lamego, instalando-se novamente na sua terra natal. Mais uma vez continuou a realizar roubos, agressões e assassinatos, enquanto aliciava vários seguidores para a realização de ataques contra o governo liberal. Contava-se que em alguns golpes, Tomás comandava entre quarenta a oitenta pessoas bem armadas, sendo alguns dos seus membros mulheres e muitos outros de origem espanhola, apoiantes das forças inimigas de Isabel II.
Em 1837, após a captura de um criado galego de Tomás, em Paderne, e este confessar, durante o interrogatório, quem eram os cúmplices que albergavam a quadrilha assim como os percursos que estes geralmente percorriam, o bando de Tomás das Quingostas sofreu uma forte e intensa perseguição por todo o concelho, sendo muitos dos seus membros e aliados mortos ou aprisionados.
Dois anos depois, a 30 de Janeiro de 1839, Tomás foi finalmente capturado na taverna do seu amigo Policarpo José de Fontes e levado pela Guarda Real. A caminho da cadeia, foi fuzilado na antiga ponte d'Alote (ou Alota), após tentar fugir sem êxito.

## Lendas e Histórias

#### Contexto Histórico
No século XIX, e ainda antes, nas povoações ribeirinhas do rio Minho, quer do lado português, quer do lado galego, era comum que estas sofressem ataques por bandos de salteadores encapuçados, surgindo de dia e de noite, para roubar e causar o terror, intimidando as populações com tiros e ocupando as suas tabernas ou lojas, até terem aquilo que queriam e partirem para o próximo golpe. Alguns destes bandos tinham motivações políticas, outros pura ganância e uns ainda velhos ajustes de contas para resolver. Contudo, tal como na história medieval de Robin dos Bosques, onde os heróis fora-da-lei roubavam aos ricos para dar aos mais necessitados, também eles existiam, sobretudo nas zonas rurais, onde toda a povoação fazia questão de esconder ou proteger o seu herói das autoridades.
Curiosamente, o caso do pistoleiro e líder de quadrilha Tomás das Quingostas, reflecte ambas versões, sendo um vilão para muitos e um herói para outros, com várias lendas associadas aos seus golpes e fugas milagrosas. Na Galiza a expressão "Os pobres non o ten e os ricos non o dan" é associada a Tomás e às histórias de que este não roubava aos pobres. Em Melgaço, até inícios do século XX, era costume dizer-se "És pior que o Tomás" como algo insultuoso.

#### O Caso de João Vicente
Nos tempos em que Melgaço vivia dias agitados, João Vicente era um jovem, que apesar de não ter muitas posses, ajudava a sua família nas pesqueiras e na administração da Casa da Misericórdia, ambicionando um dia seguir uma carreira clerical.
Eis que na noite de 21 de Março de 1829, uma noite chuvosa, de intenso nevoeiro, João, que usava uma croça (capa de palha que se usa no campo para se abrigar da chuva), trilhava o caminho que o levava ao rio. Ao chegar às pesqueiras, verificou as redes e confirmou que estava tudo em ordem. Horas antes, no mesmo dia, a quadrilha de Tomás tinha combinado um assalto a uma aldeia galega e para evitar as estradas principais, decidiram ir pelas encostas até chegarem ao ponto de encontro combinado com outros pistoleiros galegos. O seu intuito era o de atravessar o rio numa batela e fazer o dito golpe, mas chegados ao local, e após esperarem até a noite cair, não obtiveram qualquer sinal dos seus amigos. Pensando que os outros tinham sido capturados, Tomás decidiu alterar os seus planos para a noite e disse aos seus homens para irem às pesqueiras ver se havia peixe para comer.
O jovem rapaz de Melgaço, que continuava no mesmo lugar, ao aperceber-se dos sons dos homens, perguntou por quem ali ia, sendo respondido por Tomás que era apenas «Gente de bem e de paz!». Sem receio e feliz por ter companhia, João aproximou-se dos homens, quando inesperadamente o líder do bando apontou-lhe o bacamarte e disparou sem hesitar, sendo seguido pelos seus homens que descarregaram as suas armas no corpo do rapaz. Após, Tomás aproximou-se do cadáver e com as suas botas de militar virou-o, confirmando a sua morte. «Agora temos o caminho livre, vamos ao trabalho!».

#### A Romaria da Peneda
Reza a história que a 7 de Setembro de 1838, durante a romaria da Peneda, Tomás das Quingostas e a sua quadrilha interromperam a festa religiosa, em frente à antiga capela, montados a cavalo e com uma chuva de tiros, causando o total caos e desordem na pequena povoação. Motivados ao que parece por uma questão de «rapazes», fosse devido a um ajuste de contas ou pura provocação, nunca ninguém conseguiu realmente deslindar, visto que nada foi dado como roubado, excepto as vidas de algumas pobres almas que por ali estavam. Durante o ataque, o líder da quadrilha matou sem dó nem piedade, Joaquim Cerqueira, conhecido como "Amarelo" ou "Marelo", da Gavieira, um dos melhores jogadores de pau do seu tempo, e João Manuel Domingues, o "Marado", presidente da Câmara Municipal de Soajo, em pleno Largo do Pretório.

#### O Fim de Tomás das Quingostas
Famoso por roubar aos ricos e distribuir o seu saque pelos pobres, contava-se que Tomás enfrentava tudo e todos, mas também sabia quando se retirar, procurando refúgio, sobretudo da Guarda Real, numa mina labiríntica que por ali havia, indo de Sante até ao cruzeiro de São Paio. Encorajado pela sorte e pela força, Tomás das Guingostas sentia-se intocável, apesar de ter a cabeça a prémio, tanto pela coroa portuguesa como pela espanhola.
Eis que a 30 de Janeiro de 1839, Tomás encontrava-se na tasca do seu vizinho e amigo Policarpo José de Fontes, do lugar do Cruzeiro, quando foi cercado por uma escolta militar que ali apareceu para o prender. Surpreendido, respondeu com uma rápida fuga pelo alçapão, mas foi agarrado pelas calças e levado, perante a consternação de todos os presentes.
Ao chegar a escolta à ponte d' Alote, o prisioneiro apontou para o outro lado da margem e exclamou que ali havia feito o seu primeiro crime. Curiosos, os militares, olharam para o dito lugar, dando a Tomás das Quingostas uma oportunidade para tentar escapar. De mãos atadas, este lutou como lhe era possível, entre empurrões, pontapés, cotoveladas, pisadelas e cabeçadas. Diz-se que a escaramuça foi tal, que da violência dos seus arremessos ficou a marca dos seus dedos numa das pedras da ponte. Furioso, o comandante da guarda, mandou-o logo ali fuzilar, sem mais demoras ou julgamento. E assim foi que à queima-roupa, que o pistoleiro encontrou o seu fim.
Ainda segundo a lenda, nos lados da Galiza era contado que após este ser fuzilado, Tomás foi também decapitado, sendo enviada a sua cabeça como troféu para a rainha Isabel II de Espanha e o seu corpo sepultado nas traseiras da capela de São Bento em Castro Laboreiro. Reza a lenda que quando a rainha viu o rosto sem vida de Tomás, repreendeu fortemente os guardas pelo seu acto e lamentou o seu desfecho, contudo não existem factos comprovados sobre este fim, sendo considerado folclore.

#### Poema anónimo
No século XX, um poeta anónimo, escreveu alguns versos sobre Tomás das Quingostas:
"Homem de muitas matanças,
na guerra civil andou;
herói das extravagâncias
vidas sem conta ceifou!
Mais dum século decorreu
sobre a morte do malvado;
que, por ironia, morreu
sob as balas dum soldado!"

## Representação na cultura popular

### Literatura
- Opusculos, vol.II (1928) de José Leite de Vasconcellos[23]
- A Guerrilha do Remexido (1981) de António Monteiro Cardoso e António do Canto Machado[24]
- O Amor nos Anos de Chumbo (2009) de E.S. Tagino [25]

### Música
- Tomás das Quingostas (1999) da autoria da banda galega Os Diplomaticos de Monte-Alto, editado no seu álbum Capeton[26]
- Xan das Congostras (2013) da autoria da banda galega Kérkennai, editado no álbum Un Soño Cotíán de Bolboretas[27]